# Південно-західний діалект білоруської мови

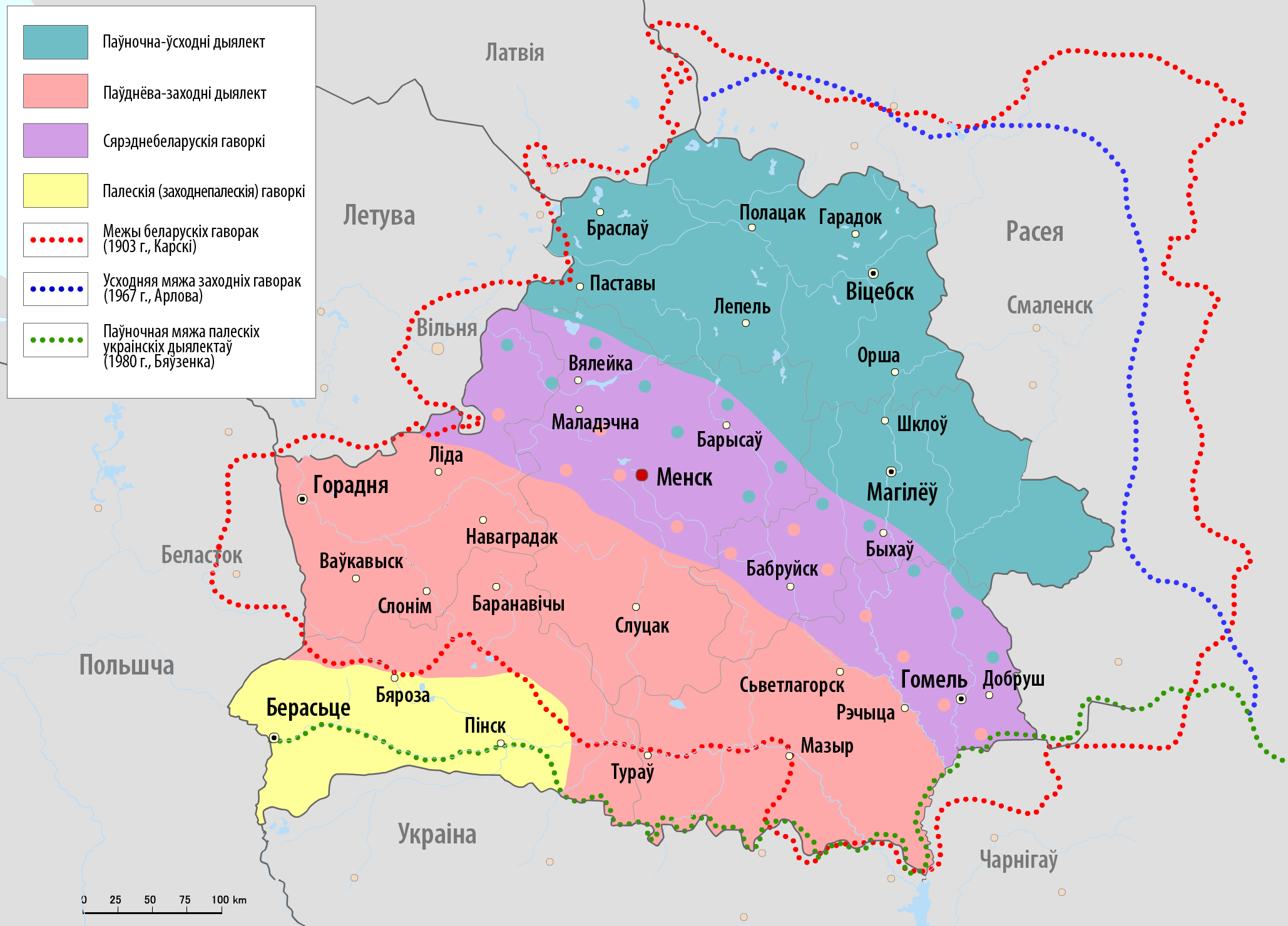
Південно-західний діалект на карті діалектів білоруської мови

Південно-західний діалект білоруської мови (біл. Паўднёва-заходні дыялект беларускай мовы; Paŭdniova-zachodni dyjalekt biełaruskaj movy) — один з двох діалектів білоруської мови. Поширений на території південно-західної Білоруси. Від північно-східного діалекту відрізняється за основними принципам діалектного членування білоруської мови: за характером акання, вимові приголосного /r/ і деяким іншим фонетичним особливостям.

## Класифікація
У південно-західному діалекті виділяються три групи говірок:
- Гродненська-Барановицька група (на території більшої частини Гродненської області, виключаючи її північно-східну частину, і півночі Брестської області)
- Слуцька група (на півдні Мінської області і в центральній і північно-західній частинах Гомельської області)
- Мозирська група (на території південної частини Гомельської області)

У статті «Білоруська мова» (у лінгвістичному енциклопедичному словнику) наведено дві групи говірок: Городнянська-Барановицька і Слуцький-Мозирська (об'єднує слуцькі і Мозирський говори).
Вперше південно-західне діалектне об'єднання в складі білоруської мови було виділено на діалектологічної карті російської мови 1914 року як південно-західна група говірок білоруської мови, до нього були майже повністю віднесені середньобілоруські говори (по сучасній карті) і виключені з нього Мозирські говори.

## Область поширення і діалектні зони
Говори південно-західного діалекту розміщуються на більшій частині Городнянської області (виключаючи її північно-східні райони), у північній і східній частинах Брестської області, в південній частині Мінської області, у центральній і південно-західній частинах Гомельської області, охоплюючи південно-західну частину Білоруси, за винятком вкрай південно-західних районів, займаних поліськими говірками. На заході і північному заході говори південно-західного білоруського діалекту межують з областю поширення польської мови, на півночі і північному сході — з середньобілоруськими говорами, на півдні і південному сході — з говорами північного наріччя української мови, на південному заході — з поліськими говірками.
Велика частина території південно-західного діалекту охоплюється центральної діалектної зоною (крім Мозирський говорів на півдні Гомельської області), що об'єднує діалект зі середньбілоруськими говорами; слуцькі і Мозирський говори охоплюються південно-східній і східній діалектними зонами, що зв'язують загальними діалектними явищами всебілоруських говорів східної локалізації — і середньобілоруських, і говорів північно-східного діалекту; Городнянсько-барановицькі говори виділені разом зі середньобілоруськими і північно-східними говорами крайнього заходу, а також з поліськими говірками західної діалектної зоною; єдиною діалектної зоною, що не охоплює говори південно-західного діалекту є північно-західна діалектна зона.

## Особливості діалекту
Основними діалектними рисами, що виділяють говірки південно-західного діалекту (і протиставляють його північно-східному діалекту) є такі особливості вокалізму, як наявність більшої кількости голосних фонем і недисімілятивний тип акання і яканья, у області консонантизму південно-західний діалект розділяє переважно загальнобілоруські риси (відрізняючись від північно-східного діалекту наявністю твердого приголосного звука /r/ на місці етимологічного м'якого). Серед морфологічних рис відзначаються: втрата закінчення -ць в 3-й особі од. числа дієслів першої дієвідміни, вживання у функції присудка тільки займенникових прикметників і т. д.

### Фонетика

#### Вокалізм
1. Восьміфонемная система вокалізму, що включає голосні /i/, /ɨ/, /ɛ/, /a/, /u/, /ɔ/, характерні для літературної мови, а також додатково голосні фонеми верхньо-середнього піднесення /ê/ (/і͡е/), /ô/ (/у͡о/).
2. Ненаголошений вокалізм після твердих приголосних.
  - Недисімілятивне акання[1][3] — вимова /a/ в першому перед наголошеному складі після твердих приголосних перед усіма наголошеними голосними /i/, /ɨ/, /ɛ/, /a/, /u/, /ɔ/: травíца; на траве́, вад'е́; травы́, вады́; траву́; траво́й; трава́, вада́[4]. Цей тип акання поширений також в більшості середньобілоруських говорів[5][6][7]. Протиставляється дисімілятивному аканню північно-східного діалекту. У деяких Городнянсько-Барановицьких і слуцьких говорах є неповне недисімілятивне акання, яке розрізняє голосні неверхнього підйому в частині позицій (у кінцевому відкритому складі): мо́цно, ц'о́пло, мо́рэ, сало́дкаго, но́ваго і т. ін.[8] Неповне акання знаходить відображення в ряді морфологічних явищ: у закінченнях іменників чол. і жін. роду на -а в називному від. (ба́ц'ко, та́то, дз'а́ц'ко)[9]; у закінченнях прикметників чол. роду в родовому від. -ого (-аго) (маладо́го, б'аро́заваго)[10]; сер. роду в називному від. -оё (-аё, -яё) (сухо́йо, глыбо́кайо, с'і́н'айо)[10]. Повне акання відображає таке явище, як збіг закінчень іменників од. жін. і сер. роду в називному від.: то́пкайа (-айе) бало́та.
  - Окання — розрізнення голосних в ненаголошеній положенні: борода́, до́рого, база́р і т. д. Зустрічається в говорах південно-західних районів Гомельської області, що примикають до поліського діалектного ареалу.
3. Ненаголошений вокалізм після м'яких приголосних.
  - Недисімілятивне якання неповного типу (вимова /’a/ в першому переднаголошему складі перед усіма наголошеними голосними: в'асна́, з'амл'а́, і вимова /’ɛ/ в другому і наступних предударних, а також в післянаголошених складах: с'ерада́, в'ерабе́й, з'ел'енава́ты, во́с'ен’, в'е́ц'ер. Є на всій території діалекту, крім деяких районів Городнянської, Мінської та частково Гомельської областей[11].
  - Недисімілятивне якання повного типу (вимова /’a/ перед усіма наголошеними голосними в усіх переднаголошених і післянаголошених складах: в'асна́, з'амл'а́, с'арада́, в'араб'е́й, з'ал'анава́ты, во́с'ан’, в'е́ц'ар. Повне недисімілятивне якання поширене в деяких районах Городнянської, Мінської та частково Гомельської областей[11]. У цих говірках повне недисімілятивне якання знаходить відображення, наприклад, у формах місцевого від. іменників од. числа чол. роду з закінченням -а (у л'е́с'а, у са́дз'а і т. д.) і сер. роду з закінченням -а (у бало́ц'а, у про́с'а і т. д.)[12]; у закінчення -а іменників чол. і жін. роду на -а в давальному і місцевому відмінках: к даро́з'а, на машы́н'а і т. д.[9]
Недисімілятивне якання, зване інакше сильним, поширене також у більшості середньобілоруських говорів[13][14].
  - Єкання, що зустрічається на півдні Мінської області, південно-заході Гомельської області і в деяких районах Брестської області[15]. У єкальних говорах відзначається вимова займенників йана́, йано́, йаны́ як йана́, йано́, йаны́ як м'ен'е́, ц'еб'е́, с'еб'е́[16].

#### Консонантизм
1. Вимова, як і в літературній мові і середньобілоруських говорах, твердого приголосного звука /r/ на відміну від м'якого /rj/ в тих же позиціях в говорах північно-східного діалекту і в деяких поліських говорах: рабіна (рябина)[1]. М'який /rj/ вимовляється перед /i/ з *ь (созр'і́ло) і на місці етимологічного о (др'і́бны, р'ік), а також перед /a/ і /u/ (гр'аз’, бр'у́хо, кр'ук)[17].
2. Дзекання і цекання (вимова африкатів /d͡z̞/ і /t͡s̞/ на місці /d̪j/ і /t̪j/), як і в літературній мові і в усіх говірках: дз'ен’, дзі́ва, цен’, ці́хі[3]. Вимова м'яких /d̪j/ і /t̪j/ зустрічається тільки в поліських говорах і в південних говорах на кордоні з Україною[18][19].
3. Вимова твердих шиплячих /ʂ/, /ʐ/, /ʈ͡ʂ/, /d͡ʐ/, /t͡s̞/ (не з /t̪j/), як і в літературній мові і в усіх говірках: жыла́, шыц’, чытац’, пчала́[20], крім деяких говірок Полісся[19].
4. Вимова твердих губних відповідно м'яким /bj/, /vj/, /mj/, і /n̪j/ перед голосними заднього ряду[18].
5. Вимова дзвінкого м'якопіднебінного фрикативного приголосного /ɣ/, як і в літературній мові і в усіх говірках.
6. Наявність протетичного /v/ перед губними голосними, як і в літературній мові і в усіх говірках: во́ка, во́с'ен’, ву́л'ей, ву́л'іца. При цьому в говорах західної частини Городнянської області та південній частині Гомельської області поширена вимова протетичного /ɣ/: го́стрый, го́сэн’, гу́тка, гу́лыца при випадках відсутности протетичних звуків: о́кна, о́с'ан', у́шко, у́л'іца[21].

### Морфологія

#### Іменник
1. Відповідно до форми родового від. одухотворених іменників од. і мн. числа в літературній мові (запро́г вала́, па́св'іла каро́ў) вживання називного від. поряд з родовим: запро́г вол, па́св'іла каро́вы. Відповідно до форми називного від. неживих іменників од. і мн. числа в літературній мові (знайшо́ў грыб, пасадз'і́ў кусты́) вживання родового від. поряд з називним: знайшо́ў грыба́, пасадз'і́ў кусто́ў.
2. Збіг закінчень іменників од. числа жін. і сер. роду в називному від.: то́пкайа (-айе) бало́та, вялі́кайа (-айе) ста́да в говорах з повним аканням[22].
3. Залишки форм двоїни: дзв'е гадз’ і́н'е, або́два с'ц’абл'е́, аб'е́дз'в’е галав'е́ і т. д., зрідка зустрічаються і в середньбілоруських говорах[23].
4. Наявність кличного від.: бра́ц'е, дру́жа, сы́нку, ба́ц'ко, ма́мо, с'е́стро, Га́л'у і т. д. Кличний від. присутній також у середньобілоруських говорах[24].
5. Форми місцевого від. іменників од. чол. роду з закінченням -а (у л'е́с'а, у са́дз'а і т. д.) і сер. роду з закінченням -а (у бало́ц'а, у про́с'а і т. д.) в говорах з повним яканням. Закінчення -ові, -і, -і͡е (-ы͡е) в місцевому від. іменників чол. роду (об воўко́в'і, на стол'і́, на пн'і͡е і т. д.) і закінчення -і, -ові (-овы) в місцевому від. іменників сер. роду (на сэл'і́, на боло́тов'і і т. д.) в говорах південної частини діалекту[12].
6. Закінчення -о іменників чол. і жін. роду од. на -а в називному від.: ба́ц'ко, та́то, дз'а́ц'ко і т. д. в говорах з неповним недисімілятивним аканням. Такі ж форми представлені в поліських говорах[9].
7. Закінчення -е іменників чол. і жін. роду од. на -а в родовому у с'астрэ́, ка́л'а шко́ле і т. д.; закінчення -ê, -і͡е, (-ы͡е), -і іменників чол. і жін. роду од. числа на -а в давальному і місцевому відмінках: вадз’ê, голові͡е, горы͡е, на ноз'і́ і т. д. і закінчення -а в говорах з повним яканням: к даро́з'а, на машы́н'а і т. д.[9]
8. Закінчення -ою (-аю), -ею, -ую іменників чол. і жін. роду од. числа на -а в орудному від.: галаво́йу, пшан'і́цайу, з'амл'е́йу, ха́туйу і т. д.[9]
9. Форми орудного від. іменників од. числа жін. роду типу мыш із закінченням -ою (-ею), -аю: мышо́йу, мышэ́йу, мы́шайу і т. д.[25]
10. Закінчення -е (-ê, -і͡е (-ы͡е)), -э (-ы͡э) іменників чол. і жін. роду мн. числа з наголосом на закінченні в називному від.: м'ашк'е́, вараб'йê, збанк'і͡е, кл'учы͡е, зубрэ́; жанк'е́, хустк'е́, каравэ́ і т. д. і закінчення -а іменників сер. роду мн. числа в називному віж.: кал'о́са, в'о́дра, гу́мна, аз'о́ра і т. д.[26]
11. Закінчення -ом (-ôм) іменників мн. числа в давальному від.: стаго́м, начôм, дз'ац'о́м і т. д.[26]
12. Закінчення -і (-ы) одухотворених іменників мн. числа в знахідному від.: гадава́ла сыны́, пас'е́ каро́вы, половы́ў мы́шы і т. д. як і в середньобілоруських говорах.
13. Закінчення -ох (-ôх, у͡ох), -ех іменників мн. числа в місцевому від.: у л'асо́х, у пал’ôх, па дз'аўку͡ох, у кустэ́х і т. д.[26]
14. Творення іменників, що позначають молодих істот за допомогою закінчень -а й -о, як і в середньобілоруських говорах: ц'ал'а́, дз'іц'а́ и ц'ал'о́, дз'іц'о́ і т. д. На відміну від форм північно-східного діалекту (дз'іц'о́нык, йагн'о́нак і т. д.), а також деяких говірок Городнянської і Брестської областей (парс'у́к, ц'ал'у́к і т. д.). У непрямих відмінках для даних іменників вживаються форми ц'ал'а́ц'і, парас'а́ц'і, йагн'а́ц'і на відміну від форм середньобілоруських говорів: аб ц'ал'у́, парас'у́.
15. Відмінювання іменників сер. роду, що закінчуються на -мя: і́м'а, і́м'ен'і, і́м'ен'ем і т. д. на відміну від інших білоруських говірок: і́м'а, і́м'у, і́м'ем і т. д.[27]

#### Займенник
1. Вимова займенників йана́, йано́, йаны́ як йена́, йено́, йены́; м'ан'е́, ц'аб'е́, с'аб'е́ як м'ен'е́, ц'еб'е́, с'еб'е́[16].